# 那須洋子
那須 洋子（なす ひろこ、1979年3月3日 -）は、フリーアナウンサー、静岡第一テレビ（SDT）の元アナウンサー。

## 人物・来歴
- 埼玉県さいたま市（旧大宮市）出身。身長158cm、靴のサイズは21.5cm、血液型はAB型。
- さいたま市立浦和高等学校、法政大学社会学部を卒業後、2001年、静岡第一テレビに入社。同期は小川まどか。
- けん玉検定3級、日本茶アドバイザーの資格を持っている。
- バスタオル姿でダイエット企画に挑むなど、体当たりのリポートもこなしている。
- 大のプロ野球ファンである。
- 好きな歌手は、aiko、サザンオールスターズ、MISIA、コブクロ、EXILEなど多数。
- 2010年9月30日、本人が司会を務める『静岡○ごとワイド!』冒頭で自身の結婚を発表。同年12月12日に挙式[1]
- 2012年3月末に静岡第一テレビを退社。
- 2013年7月から読売テレビ『かんさい情報ネットten.』火曜日の「イチオシ番付 イチバン」のリポーターを担当し、活動を再開。当時のキャスターである清水健とは系列局の同期で、以前から面識があった。また、鹿児島読売テレビアナウンサーの内田直之も系列局の同期で、那須と同じさいたま市出身同士にもあたる。

## 現在の担当番組
- あいチャン!! - 木曜日にVTR出演、不定期で生出演（2014年10月 - ）

## 過去の担当番組
- ぐるっと静岡食紀行（2001年4月 - 2003年3月）
- 〇ごとX - リポーター（2001年4月 - 2003年3月）
- 静岡〇ごとワイド! - 司会（2003年4月 - 2011年3月）、リポーター（2005年11月 - 2012年3月）
- KICK OFF - MC（2011年4月 - 2012年3月）
- 静岡第一テレビ番組宣伝部
- 〇ごと!得ナビ（土・日曜）
- FRONT ZERO（不定期）
- ニュースの女王決定戦（2006年・2007年）
- かんさい情報ネットten. - 火曜日「イチオシ番付 イチバン」リポーター（2013年7月 - 2015年3月）

## 連載
- TV LIFE静岡版（学習研究社、 - 2011年3月）

## その他
- 映画カーズ（吹き替え、ヘリコプター役）
- 「女子アナ出題!Theご当地問題DVD&カード」（タカラトミー、2007年9月27日発売）